# Zackie Achmat
Abdurrazack “Zackie” Achmat, né le 21 mars 1962, est un militant et réalisateur sud-africain,,. Il est le co-fondateur de Treatment Action Campaign et ancien président du mouvement Equal Education qui milite pour l’égalité dans l’accès à l’éducation,.
En 2024, il se présente comme candidat indépendant aux élections nationales sud-africaines, mais ne parvient à décrocher un siège au Parlement,.

## Biographie

### Orignes et enfance
Zackie Achmat nait à Vrededorp, une banlieue de Johannesburg, au sein d’une famille musulmane malaise originaire du Cap.
Il grandit dans le quartier de Salt River, au sein de la communauté des Cap Coloured durant l’apartheid.
Il est élevé par sa mère et sa tante, toutes deux militantes syndicales engagées dans le syndicat des travailleurs du vêtement.

### Vie privée
À la fin des années 1970, durant son adolescence, Zackie Achmat exerce le métier de travailleur du sexe, entre 1977 et 1981,.
Zackie Achmat est diagnostiqué séropositif en 1990. En 2005, il subit une crise cardiaque, que son médecin attribue probablement à d’autres causes qu’à sa séropositivité ou son traitement. Il se rétablit rapidement et reprend son activisme.
Le 5 janvier 2008, Zackie Achmat épouse la militante Dalli Weyers à Lakeside, près du Cap. La cérémonie est présidée par le juge Edwin Cameron, en présence de la maire Helen Zille,.
Le couple divorce à l’amiable en juin 2011.

## Militantisme

### Parcours politique
À l’adolescence, Zackie Achmat brûle son école de Salt River en signe de soutien aux manifestations étudiantes de 1976 contre l’apartheid,.

Il est emprisonné à plusieurs reprises pour ses activités militantes, notamment durant sa jeunesse. En 1980, alors qu’il purge une peine de prison, il rejoint le Congrès national africain (ANC).

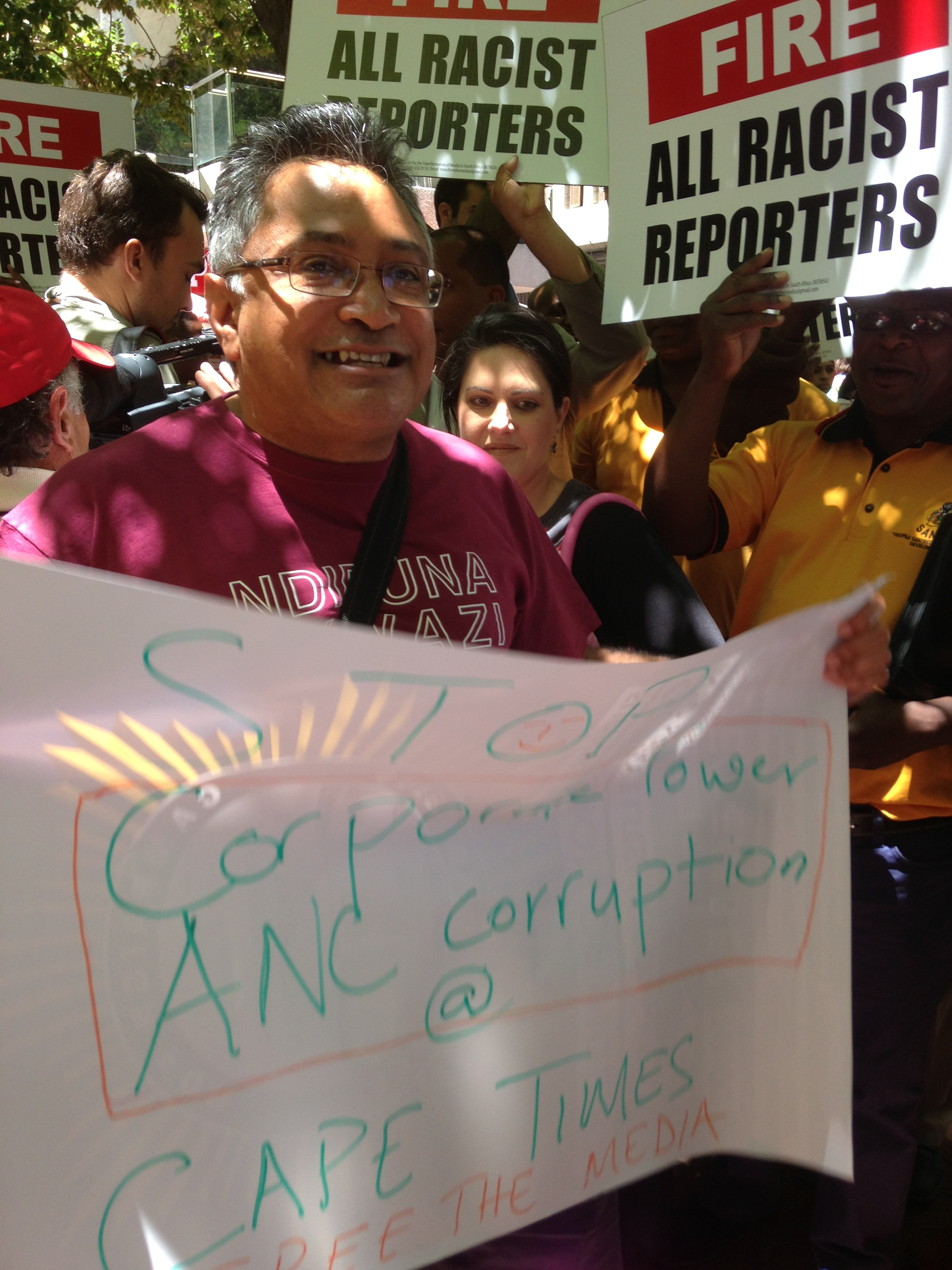
Achmat manifeste en faveur de la liberté de la presse et contre la corruption de l'ANC

Entre 1985 et 1990, il est membre de la Tendance ouvrière marxiste au sein de l’ANC, un courant dissident d’inspiration trotskiste, considéré comme le précurseur du Mouvement socialiste démocratique,.
En 2024, Zackie Achmat se présente comme candidat indépendant au Parlement, sur la liste régionale du Cap-Occidental. Il recueille 10 679 voix, un score insuffisant pour obtenir un siège à l’Assemblée nationale. Il reconnaît sa défaite et annonce son intention de se présenter aux élections locales de 2026.

### Activisme des droits LGBT et contre le VIH
En 1993, Zackie Achmat publie un article très cité sur la sexualité en prison en Afrique du Sud. Il s’appuie sur ses expériences personnelles avec des gangs homosexuels, notamment le groupe des 28.
En 1994, Zackie Achmat cofonde la Coalition nationale pour l’égalité des gays et lesbiennes. En tant que directeur, il défend la protection des droits LGBT dans la Constitution sud-africaine et facilite des procès qui conduisent à la dépénalisation de la sodomie et à l’égalité des partenaires de même sexe en matière d’immigration.
Zackie Achmat rejoint l’AIDS Law Project, un programme juridique basé à l’Université du Witwatersrand, où il travaille comme parajuriste sous la supervision du juge Edwin Cameron.
Il s’investit notamment dans des procédures juridiques portant sur les droits des personnes incarcérées vivant avec le VIH, ainsi que sur des affaires de violences homophobes, impliquant des couples homosexuels agressés par des membres des forces de police.
En 1998, Zackie Achmat cofonde la Treatment Action Campaign (TAC), une organisation qui milite pour un accès élargi aux antirétroviraux contre le VIH. Le TAC collabore étroitement avec l’AIDS Law Project sur les questions juridiques liées au droit à la santé, notamment en soutenant les poursuites judiciaires et la défense des bénévoles.
En 1998, Zackie Achmat révèle publiquement sa séropositivité et refuse de prendre des antirétroviraux tant que tous ceux qui en ont besoin n’y ont pas accès. En août 2003, suite à une décision de militants de la TAC, il commence son traitement, peu avant que le gouvernement annonce la disponibilité des antirétroviraux dans le secteur public. Ses motivations n’ont jamais été vérifiées indépendamment et il ne mentionne pas cet épisode dans ses témoignages publics.
En 2006, Zackie Achmat fait partie des 44 militants du TAC arrêtés pour avoir occupé les bureaux du gouvernement provincial du Cap. Cette action proteste contre le ministre de la Santé, Manto Tshabalala-Msimang, et le ministre des Services correctionnels, Ngconde Balfour, accusés d’homicide involontaire après la mort d’un détenu séropositif à la prison de Westville. Le détenu faisait partie d’une plainte collective exigeant l’accès aux antirétroviraux, ce qui conduit le tribunal à ordonner au gouvernement de fournir immédiatement les médicaments.

#### Engagement humanitaire
En 2008, Zackie Achmat cofonde la Social Justice Coalition (SJC), qui défend les droits garantis par la Constitution sud-africaine, notamment pour les personnes pauvres et sans emploi. En 2009, il crée avec Gavin Silber le Centre pour le droit et la justice sociale, renommé plus tard Ndifuna Ukwazi (Osez savoir).
En 2013, Zackie Achmat et dix-huit autres militants du Social Justice Coalition (SJC) sont arrêtés lors d’un rassemblement non autorisé devant le Centre civique du Cap. Ils protestent contre les conditions d’assainissement dans le township de Khayelitsha.
En 2018, Zackie Achmat fait l’objet d’accusations d’intimidation envers des femmes impliquées dans des affaires de harcèlement sexuel liées à Doron Isaacs, alors qu’il préside le conseil d’Equal Education. Il nie ces accusations, défend publiquement Isaacs, et affirme ne pas croire qu’il soit un prédateur. Il reconnaît avoir parlé fermement à certaines personnes diffusant des allégations sans preuves. Dans une interview, il déclare également être craint dans la société civile et tient des propos controversés sur des plaignants et un journaliste.
Zackie Achmat soutient l’ouverture d’une enquête publique sur la gestion des allégations d’inconduite sexuelle chez Equal Education. L’organisation confie l’enquête à la juge retraitée Kathleen Satchwell, qui conclut que les accusations visant Achmat et Doron Isaacs sont infondées.
En 2020, Zackie Achmat devient directeur de Karoo Biosciences, une société fondée par Doron Isaacs.

## Note et Références

### Note
- (en) Cet article est partiellement ou en totalité issu de l’article de Wikipédia en anglais intitulé « Zackie Achmat » (voir la liste des auteurs).